# Kate Todd
Kate Todd o Katie Todd (Barrie, Ontario; 12 de diciembre de 1987) es una ex actriz, cantante y compositora canadiense, más conocida por sus papeles como Lily Randall en Radio Free Roscoe, Erica en My Babysitter's a Vampire y Sally en Mi vida con Derek.

## Biografía

### Vida
Nació y creció en el norte de Toronto en Innisfil, Ontario, y asistió a la Escuela Secundaria Nantyr Shores, donde se graduó con honores ganando al recibir el premio de Ontario Scholar. A través de su juventud, fue conocida como Katie, pero cambió a Kate cuando comenzó a actuar.
Mientras asistía a la escuela, enseñó francés y ganó sus horas de servicio comunitario obligatorio viajando a las escuelas locales frente a los estudiantes sobre los temas de la intimidación. También ha estado involucrada con KidsFest Canada charity, un programa financiado para ayudar a los niños a luchar contra la pobreza.

### Carrera
Comenzó su carrera actuando a la edad de catorce años, cuando obtuvo el papel protagónico de Lily Randall en la popular serie de televisión Radio Free Roscoe. La serie estuvo al aire por dos temporadas, y recibió el premio de Best Teeny el premio de Parent’s Choice del New York Worlds Festival en 2003 y un premio Gemini en 2005, y sigue siendo emitida en Canadá, Estados Unidos y otros países.
En 2006 actuó en la película The Tracy Fragments. También interpretó el papel principal de Lauren Findley en la película Grizzly Rage. También hizo apariciones en los programas de televisión Naturalmente, Sadie y Mi vida con Derek, donde tiene un papel recurrente como Sally.IMDb
Ha aparecido desde entonces en una película de por vida de la semana, More Sex and the Single Mom, y la película CBC de Booky Makes Her Mark. En el año 2010 obtuvo el papel de Erica en la película Mi niñera es una vampira de Disney Channel/Teletoon, posteriormente interpreto al mismo personaje en la serie homónima.

## Filmografía
| Año       | Título                            | Papel                     | Notas                                   |
| --------- | --------------------------------- | ------------------------- | --------------------------------------- |
| 2002      | Strange Days at Blake Holsey High | Cassie                    | En 2 Episodios                          |
| 2003-2005 | Radio Free Roscoe                 | Lily "Shady Lane" Randall | Coprotagonista.                         |
| 2004      | Real Access                       | Herself                   | Episodio: "Blonde Ambition"             |
| 2005      | More Sex & the Single Mom         | Carol Ann                 |                                         |
| 2006      | Booky Makes Her Mark              | Gloria                    |                                         |
| 2007      | The Tracey Fragments              | Debbie Dodge              |                                         |
| 2007      | Grizzly Rage                      | Lauren Findley            | Main Role                               |
| 2007      | Naturally, Sadie                  | Jen                       |                                         |
| 2007-2008 | Life with Derek                   | Sally                     | Roll Secundario en la 2.ª temporada     |
| 2008      | Degrassi Spring Break Movie       | Natasha                   | TV movie                                |
| 2008      | Saving God                        | Sherri Butler             |                                         |
| 2008      | Degrassi: The Next Generation     | Natasha                   | Recurrente (7.ª temporada, 2 episodios) |
| 2009      | Family Guy                        | Heidi Montag              |                                         |
| 2009-2010 | Cashing In                        | Chrissy Eastman           |                                         |
| 2010      | My Babysitter's a Vampire         | Erica Jones Ten           | TV movie                                |
| 2011-2013 | My Babysitter's a Vampire         | Erica Jones Ten           | Regular                                 |
| 2012      | The L.A. Complex                  | Katee                     | Recurrente                              |